# 一華
『一華』（ひとはな）は松田樹利亜のアルバム。

## 概要
約5ヶ月ぶりのオリジナル・アルバムは本来のロックとは大きく異なり、アコースティック色を前面に押し出した。2011年10月2日に池袋BLACK HOLEにて行ったライブ「J's Bar」で披露した楽曲を3曲収録した。オリジナル・アルバムとしては全曲の作曲が鈴木慎一郎ではない一方、Joey Carboneの作曲が収録されるのは「STEEL & SILK」以来となる。

## 収録曲
1. 一華
インスト
2. Breezy & Straight Way
プロモーションビデオが制作されている[1]。
3. パイレーツ
4. Don't wanna cry No more...
5. 吐息
6. 墓参り
7. 絆
8. 聖夜
9. BAD BLOOD (live ver.)
10. 月下美人 (live ver.)
11. 蛍 (live ver.)

作詞：松田樹利亜(#2 - 11)
作曲：鈴木慎一郎(#1 - 9, 11)、Joey Carbone・Dennis Belfield(#10)
編曲：ISAO・SIN(#ALL)

## レコーディング参加
- 松田樹利亜 - ボーカル
  - ISAO - ギター
  - SIN - ギター
  - NISHIKI - ベース
  - DEVIL MORIWAKI - キーボード
  - AKIHIKO GOTO - ドラム